# Karveel (Lelystad)
Karveel is een buurt in de Kustwijk in de Nederlandse stad Lelystad. De buurt heeft een oppervlakte van 0,6 km² en heeft 8242 en 8231 als postcode. In Karveel zijn twee basisscholen. In de buurt wonen 3363 mensen, waarvan 1653 mannen en 1710 vrouwen.

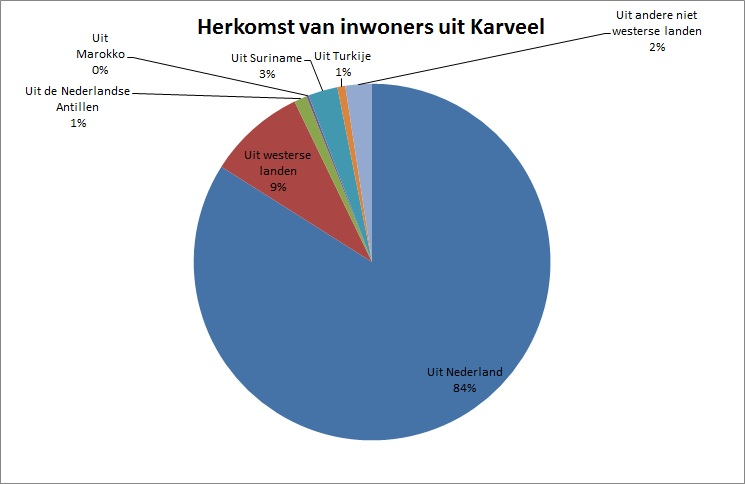
Herkomst inwoners uit Karveel